# Preisnachlass
Ein Preisnachlass ist in der Preispolitik von Unternehmen der Oberbegriff für alle Reduzierungen des Einheitspreises oder Listenpreises. Preisnachlässe, die gegenüber einem vorgesehenen höheren Einheitspreis oder Listenpreis vorgenommen werden, sind auch Boni, Rabatte, Skonti und Absatzfinanzierung. Ein Preisnachlass wird zudem für Waren und Dienstleistungen gewährt, wenn ein formell einheitlicher Angebotspreis gegenüber verschiedenen Kunden, unter verschiedenen Umständen oder zu verschiedenen Zeiten differenziert werden soll (Preisdifferenzierung). 

## Arten
Preisnachlässe werden in drei Formen durch den Verkäufer ausgesprochen:
- Bonus/Cashback-Systeme/Rabatt/Skonto: Der Bezugspreis einer Ware wird um Nachlässe (Warenrücksendungen, Skonto, Vergütung für die Rücksendung von Verpackungen, verauslagte Fracht) vermindert.[3] Nachlässe, Skonto, Rabatt, Bonus und Warenrücksendungen gehören zu den Erlösminderungen, nicht aber der Preisnachlass aufgrund einer Mängelrüge.[4] Retouren werden über den Warenausgang verbucht.[5]
- Vertriebspolitik: Die Preisdifferenzierung erfolgt in drei Formen:[6]
  - räumlich und sachlich nach Vertriebsregionen (Norddeutschland/Süddeutschland, Ostdeutschland/Westdeutschland, Inland/Ausland), Käuferschichten (Billigsortimente für Schnäppchenjäger, Mittelschicht mit den Smart Shoppern, Luxusgüter für Qualitätskäufer), Verkaufsmengen (Großabnehmer) oder Produktqualitäten;
  - zeitlich nach Jahreszeiten (Saisonartikel, Haupt- und Nebensaison, Mode), Tageszeiten (Happy Hour), Konjunkturlage;
  - im Hinblick auf die Nachfrageelastizität: bei vollkommen elastischer Nachfrage wirken sich Preisänderungen durch unendliche Änderungen des Absatzvolumens aus.
- Couponing: eine zeitlich begrenzte Aktion, bei der Kunden durch Coupons (Bons, Gutscheine, Vouchers) in den Genuss einer Vergünstigung oder einer (kostenlosen) Zusatzleistung kommen.[7]

Je nach dem Zeitpunkt der Gewährung des Preisnachlasses unterscheidet man Preisnachlässe, die spätestens bei Abschluss des Kaufvertrags gewährt werden und Nachlässe, die erst danach erfolgen. Zu letzteren gehören Boni (werden am Jahresultimo bei Erreichen oder Überschreiten eines bestimmten Absatzvolumens eingeräumt) und Retouren.

## Deutschland
Das ehemalige „Rabattgesetz“ (RabattG) vom 25. November 1933 hieß offiziell „Gesetz über Preisnachlässe“. Rechtshistorisch steht der Rechtsbegriff des Preisnachlasses als Synonym für Rabatte. Es erlaubte in § 1 Abs. 1 RabattG „zu Zwecken des Wettbewerbs Preisnachlässe (Rabatte)“.

## Wirtschaftliche Aspekte
Preisnachlässe können vom Verkäufer auch aus wirtschaftlichen Gründen gewährt werden, ohne dass er seinen vertraglichen Verpflichtungen nicht oder nur mangelhaft nachkommt, etwa zur Kundenbindung, zur Verkaufsförderung, als Instrument zur Lagerplanung oder zur Verringerung des Zahlungsrisikos.  

## Minderungen
Minderungen aufgrund einer mangelhaften Lieferung sind rechtlich kein Preisnachlass, sondern eine Minderung stellt bei Leistungsstörungen eine gesetzlich vorgesehene Gewährleistung dar, die das Verhältnis von Leistung und Gegenleistung bei mangelhafter Lieferung nachträglich wiederherstellen soll. Folglich wird diese Minderung auch im Rechnungswesen nicht als Erlösschmälerung angesehen wie dies bei Rabatten der Fall ist, sondern als „sonstiger betrieblicher Aufwand“ nach § 275 Abs. 2 HGB (im Gesamtkostenverfahren) verbucht.    